# Донченко, Александра Николаевна
Алекса́ндра Никола́евна Донченко (1910 — 1983, Ленинград) — инженер-капитан 1 ранга, руководитель группы проектировщиков военных кораблей и подводных лодок. Член КПСС, кандидат технических наук. Единственная в СССР женщина, окончившая военно-морскую академию.

## Биография

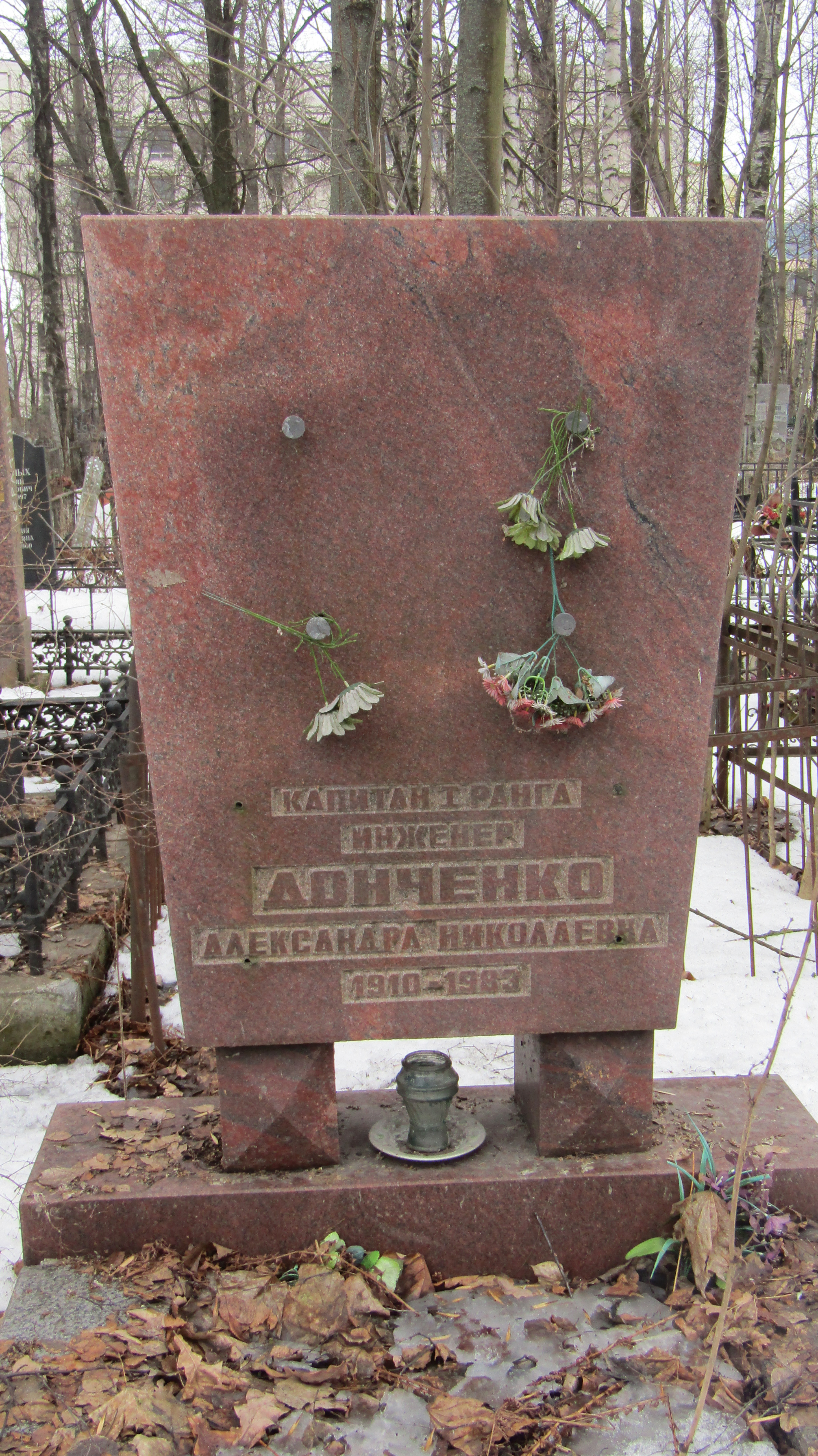
Могила Донченко А.Н. Серафимовское кладбище, Санкт-Петербург.

Родилась в 1910 году в Николаеве в семье потомственных черноморских корабелов. Её отец — Николай Тимофеевич пришёл на «Наваль» (как тогда назывался Черноморский судостроительный завод в Николаеве ещё в 1909 году.
Выпускница Николаевского кораблестроительного института, после окончания которого была направлена в числе других молодых специалистов на строительство новых кораблей.
В РККА с 1936 года.
Также окончила Военно-морскую академию в Ленинграде, где она училась у таких корифеев кораблестроительного искусства, как Алексей Крылов, Юлиан Шиманский и Пётр Папкович. В марте 1939 года Александра Донченко с отличием защитила дипломную работу. Военинженером 3-го ранга была аттестована как научно-исследовательский работник.
Член ВКП(б) с 1939 года.
Весной 1941 года ей досрочно присвоили звание военинженера 2-го ранга.
Награждена медалью «За оборону Ленинграда».
За разработку и испытания бронированного морского охотника (БМО), сокращение сроков их постройки и, как следствие, перевыполнение плана на 50 % (сданы 9 катеров вместо предусмотренных 6), хорошую подготовку ходовых испытаний (без аварий были сданы 15 БМО) — приказом по КБФ №: 121 от: 22.11.1943 года инженер-майор Донченко награждена орденом Красной Звезды.
По состоянию на 1962 год имела звание инженер-капитана 1-го ранга, была наблюдающим строительства опытовой атомной подводной лодки К-27. Это единственный случай, когда должность такого уровня занимала женщина-офицер.
Вышла в отставку в звании инженер-капитана 1-го ранга. Умерла в 1983 году.

## Память
В 1975 году в школе № 269 (ныне № 585) Кировского района Ленинграда Александра Николаевна вместе с учителями — Лидией Михайловной Цветковой и Антониной Ивановной Карановой — создали комнату боевой славы подводников Балтики. Неутомимая энергия Александры Николаевны способствовала тому, что скромная комната боевой славы выросла до музея общегородского значения.

## Награды
- Орден Красной Звезды.